# Предраг Вуковић
Предраг Вуковић-Пеђолино (Земун, 30. децембар 1956) српски је аутор и уредник документарних емисија за децу на радију и телевизији.

## Школовање и додатно образовање
Средње стручно образовање је стекао у 11. београдској гимназији, а више у Вишој школи за образовање васпитача. Завршио је и новинарску школу на Југословенском институту за новинарство (фоторепортерски смер). Похађао је семинар у пројекту "АГОРА"- Инволвирање и образовање уредника и аутора дечијих програма релевантних ТВ станица са Балкана у систем европске и светске продукције. У оквиру E.C.T.C.( Европски центар за дечије телевизије) стручно усавршавање у периоду од 1995. до 1999. године. Остварени контакти са еминентним продуцентима и уредницима дечијих програма (ББЦ, Улица Сезам, итд). Учествовао на европским и светским семинарима о раду на ТВ.

## Професионални рад
- 1982—1984, Аниматор и сарадник првог алтернативно креативног центра за дечију едукацију Школигрица и Шкозориште Београд
- 1984-1985, Самостални позоришни пројекти за децу Нова осећајност Скадарлија. Пројекат Оливер Твист са ромском децом, Београд
- 1986, Шекспир фест у Суботици код Љубише Ристића. Представе са познатом канадским уметницом Џени Купер, Суботица
- 1987—1990, Самостално путујуће позориште за децу , Кофер театар,, са којим одлази на вишегодишњу турнеју по земљи и иностранству.
- 1990-2009, Уредник и водитељ дечијег програма на РТВ Студио Б, Београд
- 2012—2013, Сарадник у сектору за културу Центар за културу и спорт „ ШУМИЦЕ, Београд
- 2014—2016, Уредник, аутор и водитељ емисије Пеђолино кидс + на Телевизији SКY +
- Током 2016. године, од јуна, враћа се на Студио Б као аутор и водитељ емисије Пеђолино и од септембра се ангажује као помоћник директора у Вождовачком центру „Шумице”, у Београду.

Кроз досадашњи рад објавио је једну књигу за децу, два ЦД са дечијим песмама и уредио, водио, снимио преко 15 000 емисија, прилога и кратких филмова кроз које је прошло преко 180 000 деце током рада на РТВ Студио Б. Осмислио пројекат у којем деца из избегличких кампова праве документарне филмове о себи и снимио четири документарна филма о деци избеглицама за хуманитарну организацију IOCC.

## Успеси
- Две номинације за документарне филмове „Хотел ундергроунд” (о деци у склоништима за време бомбардовања 1999. године, и „Светлост” (о слепој деци која причају како замишљају рад Николе Тесле) на најпрестижнијем фестивалу ТВ стваралаштва за децу „Prix jeunesse”, у Минхену.
- Десетине захвалница и признања за хуманитарни рад са хендикепираном децом и децом у камповима за избегличка лица.
- Добитник је Златне значке, (2012) признања Културно-просветне заједнице Србије за допринос у култури[1]
- Добитник је главне награде „Златно Гашино крило” на 33. Фестивалу хумора за децу, као и специјално признање као вредног сарадника фестивала и за допринос дечјем стваралаштву[2]